# Toddington Conger Hill
Toddington Conger Hill är ett slott i Storbritannien.   Det ligger i kommunen Central Bedfordshire i riksdelen England, i den södra delen av landet, 60 km nordväst om huvudstaden London. Toddington Conger Hill ligger 147 meter över havet.
Terrängen runt Toddington Conger Hill är huvudsakligen platt. Toddington Conger Hill ligger uppe på en höjd.Runt Toddington Conger Hill är det mycket tätbefolkat, med 1 361 invånare per kvadratkilometer. Närmaste större samhälle är Luton, 10,9 km sydost om Toddington Conger Hill. Trakten runt Toddington Conger Hill består till största delen av jordbruksmark.